# Glenea viridescens
Glenea viridescens là một loài bọ cánh cứng trong họ Cerambycidae.